# Difesa moderna - Averbakh
La difesa moderna - Averbakh è un'apertura degli scacchi caratterizzata dalle mosse:
1. d4 d6
2. c4 g6
3. Cc3 Ag7
4. e4

o dalla loro trasposizione:
1. d4 g6
2. c4 Ag7
3. e4 d6
4. Cc3

## Continuazioni
Continuazioni tipiche sono:
- 4…Cc6 5.d5 Cd4 con gioco attivo del Nero
- 4…Cc6 5.Ae3 e5 6.d5 Cce7 con sviluppi simili alla difesa est-indiana
- 4…Cd7
- 4…e5 5.dxe5 dxe5 6.Dxd8 Rxd8